# 윤원량
윤원량(尹元亮, 1495년 ~ 1569년)은 조선 중기의 무신이자 척신이며, 자(字)는 명숙(明淑), 본관은 파평(坡平)이다. 파산부원군 윤지임(尹之任)의 아들이며 윤원형(尹元衡)·윤원로(尹元老)의 형이다. 중종의 제2계비 문정왕후의 친정 오빠이자, 명종의 외삼촌이면서 인종의 후궁 숙빈 윤씨의 친정아버지이다. 2002년에 발견된 서손녀 미이라의 유품을 통해 문정왕후의 남동생이 아닌 오빠로 확인되었다. 경기도 출신.
1524년(중종 19년) 세자익위사 세마, 1530년(중종 25년) 부사과 등을 지내고 돈녕부도정에 이르렀다. 1546년(명종 1) 위사원종공신에 책록되었다. 그는 윤원형과 윤원로와 갈등하지 않아 천수를 누렸으나 1546년부터 윤원형이 윤원로를 제거하는 과정에서 그의 이름이 언급되기도 했다. 그는 형제들 중 장수하여 선조 즉위를 보고 사망했다. 2002년 9월 그의 일가 묘역에서 그의 출산 중 사망한 그의 서손녀가 임산부 미라로 발견되어 화제가 되기도 했다. 해당 미라는 그의 일찍 죽은 아들 윤소의 서녀였다.

## 생애

### 출생과 가계
윤원량은 1495년 경기도 파주군에서 파산부원군 윤지임과 전성부대부인 전의이씨(全城府夫人 全義李氏)의 둘째 아들로 태어났다. 고려 태사 윤신달의 19대손이자 문하시중 윤관의 15대손이다. 위로 형 윤원개, 아래로는 동생 윤원필, 윤원로, 문정왕후, 윤원형이 있었다.
중종의 왕비인 문정왕후의 둘째 오빠로 대윤과 소윤의 친척이었는데, 소윤에 더 가까웠다. 윤임 일파를 대윤이라 하고 윤원형 일파를 소윤이라고 했다. 윤원형과 윤임은 친척이었는데, 윤원형의 5대조 윤번의 딸이 세조비 정희왕후로, 정희왕후의 남동생 윤사흔의 4대손이었다. 윤임은 윤번의 차남 윤사윤의 후손으로 윤원량과 윤원형, 윤원로의 아버지 윤지임과는 8촌간이었다. 윤원량은 윤번의 셋째 아들 윤사흔의 고손자였다.
그의 딸 숙빈 윤씨(淑嬪 尹氏)는 인종의 후궁이 되었다. 여동생 문정왕후는 중종의 계비가 되었으므로 중종은 처남매부간이면서 겹사돈이기도 하다. 그의 초기 생애는 미상이다.

### 관료 생활
1524년(중종 29년) 세자익위사 세마(洗馬)가 되자 양사에서 동궁에서 시위(侍衛)를 맡기기 부적합하다는 이유로 탄핵하였지만 중종이 이를 듣지 않았다. 그뒤 장령(掌令) 유윤덕(柳閏德)·헌납(獻納) 최극성(崔克成) 등이 그를 거듭 공격했지만 왕이 듣지 않았다.
1530년 부사과(副司果)로 재직 중, 대간으로부터 마땅히 해임되어야 될 군직인데도 높은 품계를 받고, 녹봉을 받은 사람의 하나라며 파직 탄핵을 당했으나 중종이 그들이 어떻게 자신이 해임될 줄을 알았겠느냐며 파직을 거부하였다. 1536년 그의 딸이 세자의 후궁인 양제의 후보자로 간택되자 문정왕후의 근친이라는 이유로 사간 권기(權祺)가 문제제기를 하였으나 중종이 듣지 않았다. 이는 김안로가 자신의 외손녀나 손녀를 세자의 후궁으로 들이고자 사주했다는 설도 있다.
1543년에는 현감(縣監) 송호례(宋好禮)의 아내 권씨(權氏)의 시외조카 금계정(錦溪正) 기(祺)가 자기 집안의 노비 석급(石及)·최억년(崔億年)·지석견(池石堅)이라는 사람들을 데리고 문을 때려 부수고 불쑥 들어와 둘러서서 행패를 부린뒤 도주했는데, 그의 집에 숨겨주어서 물의를 빚었다. 이듬해 1월 대사헌 민제인(閔齊仁)의 탄핵을 받고 추고되었다. 이 과정에서 윤원량이 사헌부의 관리들을 모욕하여 문제가 되기도 했다. 이후 사헌부에서 거듭 계를 올렸지만 중종이 듣지 않았다.
1546년(명종 1) 위사원종공신이 되고 1자급 승자되었다.

### 생애 후반
그동안 그는 문정왕후 윤씨의 남동생으로 알려져 왔으나 2002년 11월 파평윤씨 선산에서 그의 손녀 윤씨의 미이라 발견으로 문정왕후의 오빠였던 것으로 밝혀졌다 한다. 권세에 별다른 욕심을 부리지 않아 동생인 윤원형, 윤원로와 충돌하지 않았으나, 윤원형과 윤원로의 갈등 중에 그의 이름이 한때 언급되기도 했다. 돈녕부도정으로 관직을 사퇴하고 물러났다. 1565년 문정왕후 사후 윤원형이 몰락한 뒤에도 해를 당하지 않았다.
만년에 혼자 살게 되었다. 혼자 사는 윤원량이 윤원형의 집을 자주 찾아갔지만 윤원형은 그를 집 문 밖에 세워놓고 병을 핑계로 만나길 거절하였다. 선조의 즉위를 본 후 1569년(선조 2년)에 사망하였으며, 사망 일자는 미상이다.

### 사후
증직이나 시호 여부는 미상이다. 그는 교하 와동리(현, 파주시 교하동 당하리) 정정공파 일가 묘역에 안장되었으며, 그의 묘소는 경기도 파주시 교하읍 당하리 정정공 윤번 일가 묘역의 신좌(辛坐)에 부인 순천장씨와 합장되어 있다. 윤번 일가 묘역의 유좌(酉坐)에는 그의 형 윤원개의 묘소가 있다. 묘비문은 중종의 서녀 정순옹주의 부마인 송인이 썼다.
훗날 그의 아들 윤소의 서녀가 친정에서 출산 중 사망하여 친정 선산 근처에 매장되었다가 후에 2002년 4월에 미이라로 발견되어 화제가 되었다. 발견 당시 450년과 440년이 경과된 미라로 추정되었다. (EBS '과학, 미라에 말 걸다' 2009년 7월 31일(목) 방송 참조) 파평윤씨 모자 미라로 명명된 이 미라는 윤원량 혹은 해당 여성의 오빠가 넣어준 편지서신, 숙빈 윤씨가 친정 일가와 주고받은 언문 편지 등이 발견되면서 그녀가 윤원량의 손녀인 것이 확인되었다. 그러나 해당 여성의 남편이 누구인지는 신원이 밝혀지지 않았다. 파평 윤씨 가문 여성의 미라가 묘지 이장작업도중 발견되었다. 윤씨 부인의 미라는 공기가 통하지 않는 묘지구조때문에 생긴 자연적인 미라이다.

## 가족
명종의 외삼촌이며 인종과는 10촌간이면서 조카사위가 되는 이중 인척관계였다. 세조비 정희왕후는 고조부 윤사흔의 누나였다. 또한 김안로와도 사돈관계였다.
- 할아버지 : 윤욱(尹頊) 내자시판관 지냄
  - 아버지 : 윤지임(尹之任, 1475년 ~ 1534년)
  - 어머니 : 전성부대부인 전의 이씨(全城府夫人 全義李氏)
    - 형님 : 윤원개(尹元凱)
    - 동생 : 윤원필(尹元弼)
    - 동생 : 윤원로(尹元老, ? ~ 1547년)
    - 동생 : 윤원형(尹元衡, ？ ~ 1565년)
    - 누이 : 문정왕후(文定王后 尹氏, 1501년 ~ 1565년)
    - 부인 : 순천장씨(張氏), 장일취(張日就)의 딸
      - 아들 : 윤소(尹紹, 1515년-1544년) 군수 역임
        - 손녀 : 윤씨(尹氏, ? ~ 1566년 윤 10월)[8][12]

      - 아들 : 윤찬(尹纘)
      - 아들 : 윤치(尹緻)
      - 장녀 : 숙빈 윤씨(淑嬪 尹氏), 인종의 후궁
- 처부 : 장일취(張日就)

## 인물평
왕조실록에 나타난 그의 인물평은 어리석다, 혼미하고 용렬한 위인 등의 평이 전한다.

## 기타
1566년 매장된 그의 서손녀 미라는 수의 홑바지 허리끈에 ‘병인윤시월’이라는 한글묵서가 적혀 있어 정확한 사망연대를 알 수 있고 부장된 화려한 색상의 복식이 쏟아져 나와 언론과 학계의 관심을 끌었다.
고려대학교 박물관은 2002년 9월 파평 윤씨 종중에서 미라를 기증받아 고대 의과대학에 정밀조사를 의뢰했다. 조사 결과, 고대 의과 대학은 '출산 과정에서 자궁 파열로 인한 과다 출혈'이 미라의 사망 원인이라고 밝혔다.

## 같이 보기
- 문정왕후
- 윤지임
- 윤원로
- 윤원형
- 윤원필
- 윤백원
- 인종
- 숙빈 윤씨
- 윤임
- 중종
- 윤원필

## 기타 참고자료
- 중종실록
- 명종실록
- 파평윤씨 세보